# Songsan-myeon, Dangjin
Songsan-myeon (koreanska: 송산면) är en socken i kommunen Dangjin i provinsen Södra Chungcheong i Sydkorea, 75 km sydväst om huvudstaden Seoul.